# A Alguns Quilômetros de Lugar Nenhum
A Alguns Quilômetros de Lugar Nenhum é o álbum de estreia da banda brasileira CPM 22, lançado em 2000 de maneira independente. Na época, era vendido por dez reais numa banca improvisada nos shows do grupo em São Paulo. Segundo o vocalista Badauí, quatro mil unidades foram vendidas um mês após seu lançamento. Com o sucesso do disco, o CPM 22 assinou com a gravadora Abril Music, que subsequentemente lançou seu segundo álbum de estúdio, CPM 22 (2001). "Garota da TV" e "Peter" foram regravadas no álbum Chegou a Hora de Recomeçar (2002). Em 2020, uma cópia lacrada chegou a ser anunciada para venda no website Discogs a 520 dólares, quase três mil reais.

## Faixas
Com base no encarte do CD.
1. Regina Let's Go!
2. O Mundo Dá Voltas
3. Mais Um Dia
4. Por Quê?
5. Garota da TV
6. Bohrizloser
7. É Isso
8. Peter
9. 60 Segundos
10. Light Blue Night
11. Anteontem
12. Vai Mudar?
13. Pregur
14. A Alguns Quilômetros de Lugar Nenhum

## Formação
Com base no encarte do CD.
- Badauí: vocal
- Wally: guitarra e vocal
- Luciano: guitarra
- Portoga: baixo
- Japinha: bateria